# قلعه کارلاوراک
قلعه کارلاوراک (انگلیسی: Caerlaverock Castle) قلعه-خندقی است در جنوب اسکاتلند و متعلق به سده ۱۳ میلادی. این بنا دارای معماری رنسانسی است و در ۱۱ کیلومتری جنوب دامفریس قرار دارد. از این دژ در جنگ‌های استقلال اسکاتلند استفاده می‌شد.